# 圣方济会堂

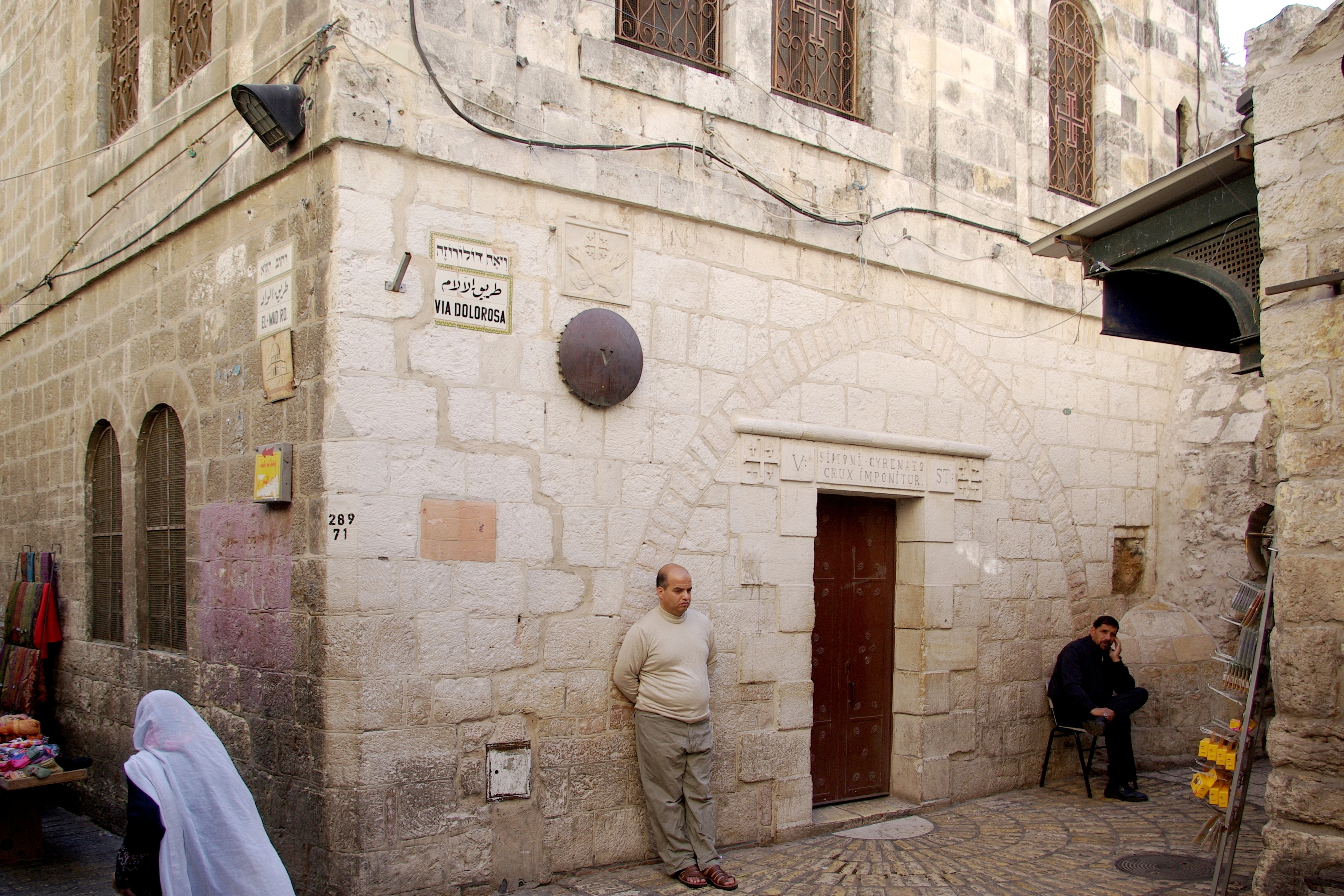
圣方济会堂

圣方济会堂，即基勒乃人西满小堂（Chapel of Simon of Cyrene）是一座属于天主教方济各会的小堂，位于耶路撒冷旧城。
这个地点是苦路的第五站。《圣经》中的三卷对观福音都记载，在耶穌前往受刑途中，罗马士兵強迫经过那里的古利奈人西门为耶稣背十字架，只有约翰福音没有提到古利奈人西门，而是强调耶稣自己背负十字架走了那段路程。这个地点位于苦路西段的东端，毗邻圣方济会堂。圣方济会堂是 1895年建造的方济各会建筑。在沿着苦路的正门门楣上，刻着文字“[第一行] Simoni - Cyrenaeo（基勒乃人西满） [第二行] Crux Imponitur（背十字架）”。
在15世纪之前，此地点被认为是“穷人之家”，并因此而被冠以第五站的称号； 这个名字取自于路加福音中财主和拉撒路的比喻，拉撒路是一个乞丐，而Dives是拉丁文“财主”。与所谓的“穷人之家”相邻的是道路上方的一道拱门；而拱门上的房子则被认为是相应的“富人之家”。然而，这些房子其实只能追溯到中世纪，并且拉撒路和财主的故事现在也被广泛认为只是一个比喻。